# Poprad - Spišská Sobota
Poprad - Spišská Sobota – przystanek kolejowy w miejscowości Poprad, w powiecie Poprad, w kraju preszowskim, na Słowacji. Położony jest na linii nr 185 Poprad-Tatry – Pławiec..